# Mýrdalsjökull
Mýrdalsjökull (wym. [ˈmir.talsˌjœː.kʏtl]ⓘ) – lodowiec w południowej części Islandii, położony nad wulkanem Katla.
Ma formę czapy lodowej i zajmuje powierzchnię 596 km² (stan na 2011 rok), co czyni go czwartym lodowcem Islandii.

## Opis
Lodowiec znajduje się w południowej części Islandii. Wznosi się na wysokość 1300–1500 m n.p.m. Zimą zasilany jest obfitymi opadami śniegu, a latem łatwo się topi. Wypływa z niego wiele rzek, m.in. Jökulsá. Leży nad wulkanem Katla – drugim pod względem aktywności na wyspie. Obszary na południe i na wschód od lodowca były pierwszymi zasiedlonymi na Islandii.   

### Budowa lodowca
Ma formę czapy lodowej i zajmuje powierzchnię 596 km² (stan na 2011 rok), co czyni go czwartym lodowcem wyspy. Podczas małej epoki lodowcowej razem z lodowcem Eyjafjallajökull tworzył jedną czapę lodową, która została rozdzielona na większą część zachodnią i mniejszą część wschodnią w połowie XX w. W okresie XX i XXI w. lodowiec systematycznie się zmniejsza – szacuje się, że jego partie, w zależności od położenia, zanikną w ciągu 80–200 lat.  
Lodowiec zbudowany jest z czapy właściwej nad wulkanem Katla oraz otaczającej ją części peryferyjnej z licznymi lodowcami wyprowadzającymi. 
Czapa właściwa tworzy w części południowej dwa szczyty o wysokości 1480 m n.p.m. – Goðabunga i 1450 m n.p.m. – Háabunga, oddzielone szeroką „przełęczą” o wysokości 1345 m n.p.m. Lód w kalderze ma grubość 400–700 m, na północ od kaldery 100–400 m a na jej zachodnich, południowych i wschodnich zboczach mniej niż 100 m.  
W wyższych partiach części peryferyjnej nad pokrywę lodową wznoszą się nunataki. Na południu płyną lodowce wyprowadzające: Sólheimajökull, opadający do wysokości 100 m n.p.m., Klífurjökull i Kötlujökull, na wschodzie: Öldufellsjökull i Sandfellsjökull, na północy: Sléttjökull, Entujökull, a na zachodzie: Króssárjökull, Tungnakvíslarjökull, Hrunajökull.   

### Działalność wulkaniczna
Pod czapą właściwą lodowca znajduje się czynny wulkan – Katla. Podlodowcowa kaldera (10 x 14 km) sięga 750 m głębokości. Katla wybuchała ponad 20 razy od momentu zasiedlenia Islandii (870), często powodując powodzie lodowcowe – jökulhlaup. Obszar Katli leży na terenie utworzonego w 2011 roku Geoparku Katla.